# 網路語音協定

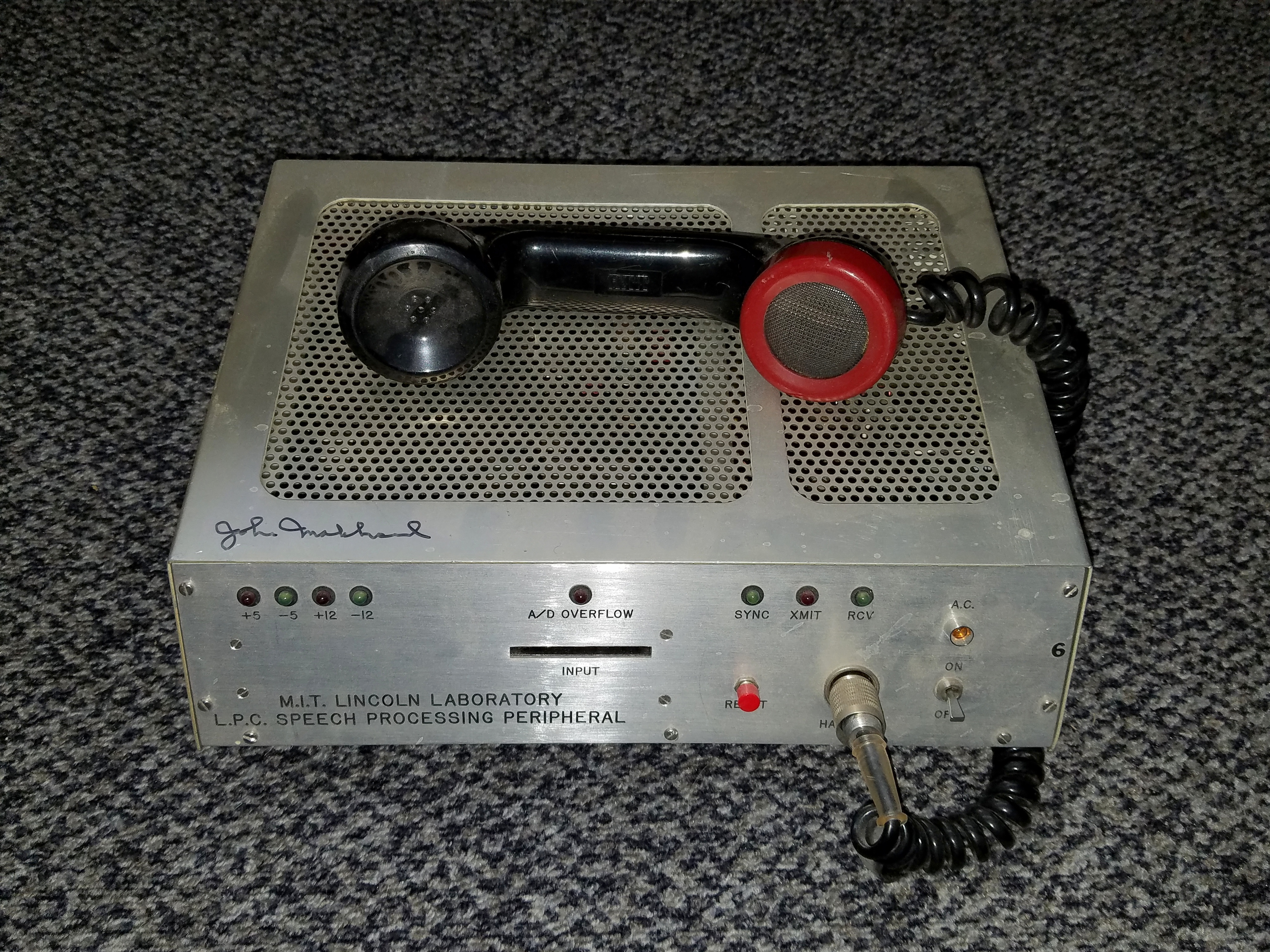
早期由林肯實驗室開發的NVP電話的原型。

網路語音協定（英語：Network Voice Protocol，缩写：NVP）為電腦網路協定中，藉由封包化的通訊網路傳送人類的話語的先驅。因此，網路語音協定可視為今日VoIP技術的始祖。
網路語音協定最早於1973年由南加州大學資訊科學研究院的網路研究員Danny Cohen所實作，其研究資金來自美國高等研究計劃署(ARPA)的網路安全通訊計畫(Network Secure Communications program)。計畫目標(參見1977年發表的IETF RFC 741)為發展及展示藉由封包交換的電腦通訊網路進行安全、高品質、低頻寬、即時、全雙工數位聲音通訊的可行性，此外並藉由現有的加密器材來保護其中內容。而此研究的最主要目標是展示同時具備數位化的高品質、低頻寬、以及具有加密語音處理的能力，以滿足一般軍事需求中全球加密語音通訊的部分。
網路語音協定在之前的用途為在阿帕網上運用了各種不同的語音編碼技術從各個不同的節點上彼此發送語音訊息，這些編碼包括線性預測編碼以及連續可變斜率增量調制(Continuously variable slope delta modulation)。其合作研究人員包含Steve Casner、Randy Cole、Paul Raveling、Paul Raveling(資訊科學研究院)、Jim Forgie(林肯實驗室)、Mike McCammon(Culler-Harrison)、John Markel(Speech Communications Research Laboratory)，以及John Makhoul(Bolt, Beranek and Newman BBN)。
此協定包含了兩個不同的部分，控制協定以及資料傳輸協定；控制協定包含了相對較基本的電話功能，例如來電顯示，鈴聲，聲音編碼的交涉，以及結束通話。資料訊息則包含了語音的聲碼，對聲碼格式來說，一個"頁框"(frame)的定義是指在傳輸交涉間隔中包含一些數位語音樣本的封包。
約在1981年2月，網路語音協定被美國高等研究計劃署正在進行的封包化聲音研究，以BBN Butterfly的電腦為基礎運用在實驗性的語音漏斗(Voice Funnel)器材上。美國高等研究計劃署的研究人員使用了語音漏斗以及相關的視頻設備，在東西岸少數的站點上進行三方或是四方視訊會議測試。
網路語音協定亦和最早的網際網路串流協定(Internet Stream Protocol)以及後來的串流協定第二版(Stream Protocol, version 2)有關。雖然這些協定來自Internet Protocol research community，但是他們可視為服務質量以及連接導向網路協定(例如非同步傳輸模式)中的實驗成果。